# Rho Boötis
Rho Boötis (ρ Boo / ρ Boötis) è una stella gigante arancione di magnitudine 3,58 situata nella costellazione di Boote. Dista 149 anni luce dal sistema solare.

## Osservazione
Si tratta di una stella situata nell'emisfero celeste boreale. La sua posizione moderatamente boreale fa sì che questa stella sia osservabile specialmente dall'emisfero nord, in cui si mostra alta nel cielo nella fascia temperata; dall'emisfero australe la sua osservazione risulta invece più penalizzata, specialmente al di fuori della sua fascia tropicale. Essendo di magnitudine 3,6, la si può osservare anche dai piccoli centri urbani senza difficoltà, sebbene un cielo non eccessivamente inquinato sia maggiormente indicato per la sua individuazione.
Il periodo migliore per la sua osservazione nel cielo serale ricade nei mesi compresi fra fine marzo e agosto; nell'emisfero nord è visibile anche verso l'inizio dell'autunno, grazie alla declinazione boreale della stella, mentre nell'emisfero sud può essere osservata limitatamente durante i mesi tardo-autunnali australi.

## Caratteristiche fisiche
La stella è una gigante arancione di tipo spettrale K3 III, ha una luminosità solare pari a 112, con una massa doppia e un raggio che è quasi 20 volte quello solare, segno che la stella è in avanzata fase del suo ciclo vitale. La sua magnitudine assoluta è di +0,28 e la sua velocità radiale positiva indica che la stella si sta allontanando dal sistema solare.